# Loxosceles meruensis
Loxosceles meruensis là một loài nhện trong họ Sicariidae.
Loài này thuộc chi Loxosceles. Loxosceles meruensis được miêu tả năm 1910 bởi Tullgren.